# ديفيد ميلر (لاعب كرة قدم أمريكية)
ديفيد ميلر (بالإنجليزية: David Miller)‏ هو لاعب كرة قدم أمريكية أمريكي، ولد في 27 يونيو 1984.